# Stadtmitte (Rostock)
Stadtmitte – dzielnica miasta Rostock w Niemczech, w kraju związkowym Meklemburgia-Pomorze Przednie. 